# Медіа Група Україна
«Медіа Група Україна» — колишня компанія, яка з 2010 по 2022 рік об'єднувала телевізійні, видавничі та цифрові-ресурси інвестиційної компанії SCM українського олігарха Ріната Ахметова. Ключовими активами медіахолдингу були: телерадіокомпанія «Україна», через яку медіаконгломерат володів флагманським телеканалом «Україна», телемережею «Футбол», яка включала 3 спортивні телеканали і розважальні телеканали НЛО TV та Індиго TV; інформаційно-аналітичний телеканал «Україна 24»; оператор супутникового мовлення Xtra TV; компанія потокового телебачення Digital Screens, яка керувала OTT-платформою OLL.TV; видавничий дім «Сьогодні Мультимедіа», який займався видавництвом газети «Сьогодні» та журналу Vogue Ukraine і керував їх веб-порталами. 
До війни українська редакція Forbes оцінювала «МГУ» в $200 млн. Виторг медіагрупи в 2021 році – 467 млн грн, консолідований збиток – 936 млн грн.

## Створення медіахолдингу
4 жовтня 2010 року прес-служба SCM повідомила про те, що було прийнято рішення про створення на базі телеканалу «Україна» медіа-групи, до якої увійшли: загальнонаціональний телеканал «Україна», спортивний канал «Футбол», регіональний канал «Донбас», сейлз-хаус «Медіапартнерство» та інтернет-холдинг Digital Ventures, який керує порталом tochka.net. Було зазначено, що згодом усі нові телевізійні та інтернет-проекти групи SCM реалізовуватимуться саме в рамках медіа-групи, а найближчим часом очікується: поява спортивного каналу «Футбол+», запуск якого заплановано на осінь 2010 року; кіноканал, запуск якого намічено на кінець 2010 року; власний продакшн-хаус, який на той момент перебував у процесі формування; новинний телеканал, який розпочне мовлення у 2011 році. У рамках формування медіа-групи SCM передала ТОВ «Медіа Група Україна» право власності на 99,999% акцій ЗАТ «ТРК «Україна» (телеканал «Україна»).

## Ключові події

### 2010
- Травень — ЗАТ «Систем Кепітал Менеджмент» викупило всі акції ЗАТ «Телерадіокомпанія "Україна"»[4].
- Серпень — засновано медіахолдинг «Медіа Група Україна».
- Грудень — придбано дніпропетровський 34 канал[5].

### 2011
- Січень — запуск телеканалу «Футбол+»;
- Червень — медіа-холдинг увійшов до складу галузевої асоціації «Індустріальний телевізійний комітет» як співзасновник;
- Серпень — телеканал «Футбол+» придбав права на показ чемпіонату Аргентини з футболу[6];
- Серпень — отримання ліцензій на цифрове мовлення для чотирьох телеканалів групи — «Україна», «Донбас», НЛО TV, «Кіноточка», «Новини», «Спорт» (останні два так і не запустилися)
- Листопад — заснування компанії Digital Screens, старт розробки відеосервісу OLL.TV.
- Грудень — телеканали «Україна» та «Футбол» стали офіційними трансляторами Чемпіонату Європи з футболу 2012.
- Грудень —видавничий холдинг «Сьогодні Мультімедіа» відкрив прес-студію в будівлі головного офісу ПрАТ «Сьогодні Мультімедіа» на вулиці Борщагівській, 152-Б[7];

### 2012
- Січень —  компанією Digital Ventures проведено редизайн головної сторінки проекту Tochka.net[8];
- Лютий — «Медіа Група Україна», UMH group і KP Media об'єднали активи I.ua, Bigmir)net і Tochka.net та створили компанію «United Online Ventures»[9];
- Березень — створення спільного сейлз-хаусу «Студія Медіа Альянс» у партнерстві з 1+1 media.
- Травень — запуск відеосервісу OLL.TV[10];
- Червень — відеосервіс OLL.TV став доступний користувачам iPad[11];
- Червень — запуск HD-версії телеканалу «Футбол» спеціально до Чемпіонату Європи з футболу 2012[12];
- Червень — критика походження коментаторів Чемпіонату Європи з футболу 2012 в Україні (на матчі були запрошені коментатори-росіяни). Українське суспільство було обурене антиукраїнською позицією телеканалів, зокрема, російськомовним коментуванням матчів[13];
- Липень —  «Медіа Група Україна» спільно з 1+1 media придбали права на трансляцію матчів Ліги чемпіонів та Ліги Європи УЄФА на період 2012—2015 років[14];
- Липень —  tochka.net запускає сервіс продажу квитків на розважальні заходи[15];
- Вересень — «Медіа Група Україна» збільшила свою частку в United Online Ventures до 45,9%[16];
- Вересень —регіональні телеканали «Сігма ТБ» і «Сфера ТБ» увійшли до складу холдингу[17];
- Грудень — запуск телеканалу «НЛО TV»;
- Грудень — «Медіа Група Україна» підтримала ініціативу СКМ «Подарунки з українською душею»;

### 2013
- Лютий − холдинг «Сьогодні Мультімедіа» інтегровано в структуру «Медіа Групи Україна»[18];
- Квітень — «Медіа Група Україна» та УЄФА підписали довгостроковий контракт на трансляцію матчів відбору та фінальної частини Чемпіонату Європи з футболу 2016 у Франції та кваліфікації на Чемпіонат світу з футболу 2018 у Росії.
- Червень — «Медіа Група Україна», 1+1 Media, Inter Media Group і StarLightMedia заснували об'єднання з боротьби із порушенням права інтелектуальної власності  на аудіовізуальний контент «Чисте небо».
- Липень — Digital Screens розробила для «Укртелеком» ресурс для абонентів інтернет-доступу оператора, заснований на OLL.TV[19];
- Серпень — приєднання найбільшого дніпропетровського телеканалу «34» до медіахолдингу.
- Жовтень — публікація відеоконтенту ключових телемереж на відеохостингу YouTube.
- Листопад — продаж медіахолдингу «ВЕТЕК-Медіа» (входить до групи компаній СЄПЕК Сергія Курченка) частки «МГУ» в інтернет-холдингу United Online Ventures, який включав українські портали Bigmir.net, Tochka.net, I.ua , а також сейлз-хаус Digi Media та інтернет-агентство Mi6[20];
- Листопад — зміна назви спортивних телеканалів на «Футбол 1» і «Футбол 2»[21];
- Листопад — створення на базі своїх регіональних телеканалів підрозділу «Регіональна Медіа Група». До неї увійшли чотири найбільших телеканали Східної України: «Донбас»[a], «34 канал»[b], «Сігма»[c] і «ТВ-Сфера»[d].
- Листопад — підписання угоди на ексклюзивну дистрибуцію телеканалу «Охотник и рыболов» в Україні;
- Грудень — отримання прав на трансляцію матчів фіналу Чемпіонату світу з футболу 2014 у Бразилії;

### 2014
- Лютий — Digital Screens проліцензувалася як IPTV-провайдер на території Вінницької, Дніпропетровської, Донецької, Житомирської, Івано-Франківської, Київської та Харківської областей[22], Херсонської, Одеської, Сумської, Тернопільської, Волинської, Закарпатської, Запорізької областей, а також у Криму та Севастополі і працюватиме через мережу оператора «Укртелеком»[23];
- Лютий — створення виробника телевізійного контенту Front Cinema;
- Лютий — здобуття 6 нагород 13-ої Національної телевізійної премії «Телетріумф»[24], визнання Сегодня.ua новинним інтернет-порталом року за результатами конкурсу «Людина року 2013»;
- Березень — «Медіа Група Україна» стала співзасновником та активним учасником загальномедійного проєкту «Єдина країна. Единая страна»[25] та опублікувала офіційну позицію «Про відповідальність телебачення перед загальнонаціональною аудиторією»;
- Березень — телеканал «Україна» розширив інформаційне мовлення та призупинив випуск розважальних програм; запуск україномовної версії новинного інтернет-порталу Сегодня.ua[26];
- Квітень — прийняття «Кодексу Корпоративної Етики»;
- Травень — впровадження «Політики Антимонопольного комплаєнса»;
- Травень — до складу «Сьогодні Мультімедіа» було включено регіональний сайт Дніпра gorod.dp.ua
- Травень — телеканали «Україна», «Футбол 1» та «Футбол 2» стали офіційними трансляторами фіналу Кубка України на найближчі три роки;
- Тервень — телеканалами медіахолдингу було забезпечено трансляцію усіх 64 матчів Чемпіонату світу з футболу 2014 у HD-якості;
- Червень — телеканал «Україна» здобув золото та бронзу міжнародного телевізійного конкурсу The PromaxBDA;
- Липень — оновлення OLL.TV в сервіс інтерактивного цифрового телебачення та відео на вимогу.
- Серпень — телеканали «Україна», «Футбол 1» та «Футбол 2» стали ексклюзивними трансляторами матчів національної збірної України з футболу;
- Вересень — «Медіа Група Україна» виграла тендер УЄФА на ексклюзивне право трансляції матчів Ліги чемпіонів та Ліги Європи на 2015—2018 роки[27];
- Вересень — у складі активів «Медіа Групи Україна» створено новий ТВ-продакшн «Допоможемо ТВ», що спеціалізується на телевізійних та мультимедійних проєктах соціального спрямування[28];
- Жовтень — телеканали «Футбол 1» та «Футбол 2» уклали ексклюзивну угоду з Xtra TV і більше не присутні на Viasat[29];
- Жовтень — ТВ-продакшн «Допоможемо ТВ» взяв участь у створенні унікальної Гуманітарної карти Донбасу;
- Листопад — сервіс інтерактивного цифрового телебачення OLL.TV вийшов на ринок;
- Листопад — «Медіа Група Україна» запустила новий телеканал Індиго TV для прогресивної міської, переважно жіночої, аудиторії, присвячений сучасному способу життя[30];
- Листопад — Digital Screens уклала довгострокову угоду з Discovery Networks CEEMEA, підрозділом Discovery Communications, за умовами якої абонентам українського IPTV та ОТТ-провайдера стали доступні телеканали Discovery Channel, Animal Planet, TLC і ID Xtra[31];
- Грудень — «Медіа Група Україна» приєдналася до Політики SCM у сфері сталого розвитку;
- Грудень — «Медіа Група Україна» виграла суд за позовом потокового сервісу DIVAN.TV[32];

### 2015
- Січень — втрата прав на дистрибуцію телеканалу «Перший автомобільний»[33];
- Січень — придбано цифровий ефірний канал «Ескулап TV», що володіє ліцензією на мовлення в цифровому мультиплексі МХ-5[34];
- Лютий — газета «Сьогодні» стала газетою № 1 в Україні за підсумками 2014 року;
- Березень — директором із розвитку медійного бізнесу Групи СКМ призначено Олександра Баринова;
- Квітень — у судовому процесі між DIVAN.TV і холдингом «Медіа Група Україна» був винесений остаточний вердикт про незаконність використання чужого контенту в комерційних інтересах без дозволу правовласника[35];
- Травень — телеканал «Україна» розпочинає мовлення у форматі 16:9 у всіх мережах[36];
- Травень — під управління медіахолдингу переходить супутниковий оператор Xtra TV[37], «Медіа Група Україна» розпочинає самостійне супутникове мовлення телеканалів «Футбол 1» та «Футбол 2» для абонентів Xtra TV;
- Липень — директором сейлз-хаусу «Медіапартнерство» призначено Юлію Костецьку[38];
- Липень — провайдер цифрового інтерактивного телебачення OLL.TV запускає масовий ОТТ-продукт[39];
- Вересень — телеканал «Україна» розпочинає виробництво україномовних серіалів;
- Вересень — телеканал «Україна» запустив проєкт «Медіа Майстерня» для своїх працівників[40];
- Вересень — «Медіа Група Україна» отримала ліцензію провайдера супутникового телебачення для Xtra TV[41];
- Жовтень — «Медіа Група Україна» отримала права на видавництво українського видання Vogue в Україні[42];
- Грудень — «Медіа Група Україна» отримала 8 премій «Телетріумф 2014—2015»;
- Грудень — «34 телеканал» провів рестайлінг і перейшов на новий формат мовлення;

### 2016
- Січень — телеканал «Україна» посів перше місце в рейтингу загальнонаціональних каналів за аудиторією 18+ та друге місце за часткою аудиторії 18-54;
- Червень — телеканал «Україна» запустив освітній проєкт «Медіа Майстерня» для студентів[43];
- Вересень — «Медіа Група Україна» запускає регіональний портал Донбасу «Донецкие новости»[44];
- Вересень — сейлз-хаус «Медіапартнерство» підсилює продаж спонсорських проєктів;
- Вересень — «Медіа Група Україна» почала тестувати новий супутник Eutelsat 9B[45];
- Вересень — Digital Screens випустила для європейських країн сервіс потокового перегляду українського телебачення «Україна TV»;
- Жовтень —  перезапуск в тестовому режимі головної сторінки Сегодня.ua;
- Грудень — розширення пропозиції телеканалів Xtra TV до 47 через новий супутник Eutelsat 9B;

### 2017
- Лютий — створення єдиного інформаційного мультиплатформового бренду «Сьогодні»[46];
- Лютий — запуск мовлення корейського каналу KBS World в Україні на платформі OLL.TV[47];
- Квітень — презентація пакету міжнародних телеканалів Ukraine 1, Ukraine 2, NLO TV 1 та NLO TV 2[48];
- Травень — серіал «Капітанша» став кращим серіалом 2017 року;
- Червень — Digital Screens презентувала систему вимірювання Deepmetrics[49];
- Листопад — прем'єра проєкту «Головна тема» підтвердила запит на якісну публіцистику на ТБ;
- Грудень — контент ivi додано в об'єднану відеотеку OLL.TV+ivi в пакеті «Кіноман» за 39 гривень на місяць[50];
- Грудень — бренду «Сьогодні» виповнилося 20 років[51];
- Грудень — розпочато дистрибуцію ліцензованого контенту онлайн-сервісу Amediateka в Україні, першою платформою став сервіс OLL.TV[52];

### 2018
- Січень — телеканал «Україна» — лідер телеперегляду в 2017 році;
- Лютий — телеканал «Україна» став ексклюзивним транслятором «89-тої церемонії вручення нагород премії «Оскар» за досягнення в галузі кінематографу за 2016 рік»;
- Лютий — кількість переглядів YouTube-канал телеканалу «Україна» сягнула 1 мільярда;
- Лютий — запущено створений на ОТТ платформі компанії Digital Screens сервіс «Київстар Футбол ТБ»[53];
- Червень — створення компанії MSC Media у Латвії[54];
- Грудень — новим головним редактором Vogue Ukraine призначено Філіпа Власова[55];

### 2019
- Лютий — проєкти виробництва компанії «Теле Про» «Агенти справедливості» та «Реальна містика» стали лідерами глядацького голосування в проєкті про українську кіноіндустрію «Знято в Україні»;
- Лютий — портал телемережі «Футбол» — лідер у спортивному сегменті за підсумками місяця;
- Лютий — кількість переглядів Youtube-каналу телемережі «Футбол» за місяць перетнула позначку в 7 мільйонів;
- Березень — телеканал «Україна» — беззаперечний лідер телевізійного простору України за всіма основними аудиторіями;
- Квітень — бренд платного супутникового телебачення Xtra TV перевів наявну абонентську базу з карток на сет-топ-бокси, внаслідок чого перегляд телеканалів став доступним у мобільному додатку та на сайті;
- Квітень — проєкт виробництва «Теле Про» «Історія одного злочину» став лідером експертного голосування в номінації «Скріптед-реаліті» в рамках рейтингу «Знято в Україні»;
- Квітень — журналісти «34 телеканалу» увійшли в трійку переможців конкурсу журналістських робіт про місцеве самоврядування, проведеного Мінрегіонрозвитку, Internews та Радою Європи;
- Травень — телеканал «Україна» — лідер телевізійного перегляду в будні та вихідні;
- Червень — телеканал «Україна» розпочав спільне кіновиробництво з латвійською медіакомпанією Helio Media, першим продуктом якого став українсько-латвійський серіал «Маркус»;
- Червень — «Медіа Група Україна» уклала угоду з індійським дистрибутором GoQuest Media Ventures на дистрибуцію лінійки серіалів власного виробництва;
- Липень — «Медіа Група Україна» уклала контракт із найбільшим європейським ОТТ-оператором Kartina.TV на ретрансляцію міжнародних версій телеканалів «Україна» та НЛО TV — Ukraine 1 та Ukraine 2 і NLO TV 1 та NLO TV 2[56];
- Липень — телеканал «Україна» — лідер глядацького телеперегляду за всіма основними аудиторіями в день проведення дострокових виборів до Верховної Ради;
- Липень — телеканали «Футбол 1» та «Футбол 2» стали офіційними телетрансляторами Української Прем'єр-Ліги, отримавши ексклюзивні права на трансляції всіх матчів УПЛ терміном на три сезони — 2019/2020, 2020/2021, 2021/2022;
- Липень — оновлення порталу мультимедійного бренду «Сьогодні» — segodnya.ua;
- Серпень — телеканали «Футбол 1» та «Футбол 2» уклали довгострокові угоди про трансляцію матчів чемпіонатів Іспанії, Німеччини та Франції у новому сезоні. Окрім цього, вони є трансляторами матчів чемпіонатів України, Італії та Бельгії, Ліги чемпіонів і Ліги Європи УЄФА, а також відбіркового циклу на Євро-2020;
- Серпень — «Медіа Група Україна» уклала угоду про продаж прав на контент власного виробництва з польською групою Polcast[57];
- Вересень — закриття газети «Сьогодні»[58];
- Вересень — телеканал «Україна» впевнено утримує першість серед вітчизняних телеканалів за аудиторіями 18+ (міста 50 тис.+),  4+ (Вся Україна) як у будні, так і у вихідні;
- Жовтень — вибірковий контент «Медіа Групи Україна» продано для трансляції на Amazon Prime Video[59];
- Грудень — телеканал «Україна 24» розпочинає цілодобове ефірне мовлення на всій території України, у кабельних мережах операторів, на супутниковій платформі Xtra TV та ОТТ-платформі OLL.TV;
- Грудень — телеканал «Україна» — лідер телевізійного простору України в 2019 році.

### 2020
- Січень — міжнародні телеканали «МГУ» стали доступні на ізраїльській платформі ALTRU компанії Terra TV на базі ізраїльського телекомунікаційного провайдера НОТ[60];
- Січень — телеканал «Україна» впевнено утримує лідерство в телевізійному просторі країни як у будні, так і в вихідні дні, здобувши першість за основними аудиторіями: 18+, 4+, як у містах з населенням більше 50 тис. мешканців, так і по всій Україні;
- Лютий — запуск телеканалу «Футбол 3»;
- лютий — телеканал «Україна» став улюбленим каналом українців, отримавши першість за основними аудиторіями: 18+, 18-54, 4+, як у містах з населенням більше 50 тис. мешканців, так і по всій Україні;
- Лютий — «Медіа Група Україна» уклала декілька угод про продаж власного контенту з литовським мовником Lietuvos ryto TV;
- Березень — «Медіа Група Україна» об'єднала інформаційні активи та створила «Новинну Групу Україна», до якої увійшли загальнонаціональний інформаційний телеканал «Україна 24», продакшн новин телеканалу «Україна» «Сьогодні» та сайт segodnya.ua. Очолив структуру Дмитро Белянський;
- Квітень — телеканал Індиго TV долучився до трансляції освітнього проекту «Всеукраїнська школа онлайн», розпочавши трансляції уроків для учнів восьмих класів;
- Квітень — «Медіа Група Україна» відкрила для навчання школярів усіх класів вільний доступ до трансляцій уроків «Всеукраїнської школа онлайн» на платформі OLL.TV;
- Квітень — «Медіа Група Україна» та телеканал «Україна» успішно отримали статус акредитованого роботодавця АССА (Асоціації присяжних сертифікованих бухгалтерів) золотого рівня за напрямком підтримки розвитку студентів;
- Квітень — «Медіа Група Україна» та дослідницька компанія Gradus Research запустили проєкт «Градус здоров'я України. Зворотний зв'язок», завдання якого, за участю максимально можливої кількості громадян, здійснювати широкий актуальний моніторинг стану здоров'я і суспільних настроїв українців для оперативного інформування суспільства, держави, медиків[61];
- Квітень — телеканал «Україна» впевнено утримує першість серед ТОП-6 вітчизняних каналів за всіма основними аудиторіями;
- Травень — телеканал «Україна» та новинна телепрограма «Сьогодні» запустили артпроєкт з українськими та світовими зірками ВишиванкаDAY;
- Травень — телеканал «Україна» став лідером глядацьких симпатій місяця, отримавши першість за основними аудиторіями: 18+ та 4+, як у містах з населенням більше 50 тис. мешканців, так і по всій Україні;
- Липень — телеканал «Україна 24» став доступним на платформі Kartina.TV[62];
- Жовтень — телеканал «Україна 24» став доступним на міжнародній платформі Feedc[63];
- Листопад — платформа OLL.TV придбала у компанії Volia права на трансляцію україномовних фільмових каналів Cine+ з контентом Walt Disney Studios, Pixar Animation Studios, Marvel Studios та Universal Pictures, а також європейських та українських незалежних виробників[64];

### 2021
- Січень — телеканал «Україна», «1+1 Media» та дистриб'ютор формату The Masked Singer, компанія Fremantle, уклали мирову угоду щодо адаптації телевізійних форматів Masked Singer та Mysteries in the Spotlight в Україні[65];
- Лютий — у межах нової розширеної угоди абонентам ОТТ-сервісу OLL.TV стали доступні телеканали Discovery Channel, TLC, Eurosport 1 HD, Eurosport 2 HD та Animal Planet компанії Discovery, Inc.[66];
- Квітень — Національна рада з питань телебачення та радіомовлення внесла до Переліку іноземних програм, зміст яких відповідає вимогам Європейської конвенції про транскордонне телебачення телеканали A Classic, A First International та A Premier[67];
- Травень — OLL.TV став ексклюзивним постачальником бібліотеки відеоконтенту Amediateka в Україні[68];
- Вересень — телеканали «Медіа Групи Україна» з'явилися на американській ОТТ-платформі Boss TV[69];
- Вересень — завершено ребрендинг OLL TV[70];
- Грудень — Телерадіокомпанія «Україна» уклала трирічну угоду з NBCUniversal Global Distribution щодо ексклюзивних прав на трансляцію в Україні понад 100 найменувань фільмів та серіалів на телеканалах «Україна», НЛО TV та «Індиго TV»[71];

### 2022
- Липень — «Медіа Група Україна» запустила у найбільшого польського постачальника телекомунікаційних послуг Cyfrowy Polsat телеканали Ukraine1, Ukraine2, NLO TV2, канали Star Media – Star Cinema і Star Family, канали Film.UA – «Драма» і «Дача», а також спортивно-розважальні канали XSport і Fishing TV в пропозиції OTT «Polsat Box Go Ukraine»[72];

## Закриття медіахолдингу
11 липня 2022 року було оголошено, що Рінат Ахметов вийшов з медійного бізнесу. Було заявлено про плани «Медіа Група Україна» відмовитися на користь держави від усіх ефірних та супутникових телевізійних ліцензій та від ліцензій друкованих медіа в Україні, а також припинення роботи онлайн-медіа до 22 липня 2022 року. Це було пояснено набранням чинності закону про олігархів.

## Власники та керівництво
Засновником і власником медіа-холдингу «Медіа Група Україна» є АТ «Систем Кепітал Менеджмент». SCM управляє медіа-холдингом «Медіа Група Україна» через Наглядову раду. Головою Наглядової ради «Медіа Групи Україна» є Директор із розвитку медійного бізнесу СКМ — Олександр Баринов.
- Директор «Медіа Групи Україна» — Євгеній Бондаренко.
- Директор зі стратегії та розвитку бізнесу — Федір Гречанінов.
- Головний директор із доходів — Андрій Тюленєв.
- Директор департаменту корпоративних комунікацій — Олена Шрамко.
- Директор із управління персоналом — Євгеній Бондаренко.
- Директор юридичного департаменту — Євген Буцан.
- Директор департаменту фінансово-економічної та інформаційної безпеки — Антон Яцик.
- Директор департаменту трансформації та оптимізації бізнесу — Андрій Гамоля.

## Активи холдингу

### Телебачення
Загальнонаціональні телеканали:
- Телеканал «Україна»
- Телеканал «Україна 24» (раніше Ескулап TV)
- Телеканал «НЛО TV»
- Телеканал «Індиго TV» (раніше Кіноточка)
- Футбол 1
- Футбол 2
- Футбол 3

Міжнародні канали:
- Ukraine 1
- Ukraine 2
- Ukraine 3
- NLO TV 1
- NLO TV 2
- Ukraine 24 International

Регіональні
- 34 канал (Дніпропетровська область)
- TV5 (Запорізька область)
- Донбас (Донецька та Луганська область)
- Сігма (Маріуполь, Донецька область)

## Інші активи холдингу
Оператор супутникового телебачення:
- Xtra TV

Оператор потокового мультимедіа:
- OLL.TV

### Засоби масової інформації
- Сьогодні
- Vogue Ukraine
- segodnya.ua

### Продакшн
- «Теле Про»
- «Допоможемо ТВ»

### Дистрибуція
Платні телеканали:
- A Classic
- A First International
- A Premier

### Ліцензування
- Video Content Library Limited

### Медіа-агенція
- «Медіа Партнерство Баінг»

## Конфлікти з провайдерами
У березні 2021 року медіахолдинг Медіа Група Україна заявив, що планує припинити співпрацю з Мережею Ланет і забрати з її пакетів свої канали, не пояснюючи причини припинення співпраці. Інтернет асоціація України заявила, що вбачає у діях медіагрупи змову та тиск на провайдера. Водночас у квітні 2021 року АМКУ оприлюднив заяву, у якій закликав медіагрупу утриматися від одночасного безпідставного припинення договорів з провайдерами. Медіагрупа не дослухалась до рекомендацій Антимонопольного комітету та розірвала договір, у зв'язку з чим Мережа Ланет вимушено припинила трансляцію каналів медіагрупи.
Мережа Ланет подала до суду проти медіагрупи.

## Нотатки
1. ↑  Мовив на території Донецької, Луганської, Дніпропетровської та Запорізької областей.
2. ↑  Мовив у Дніпропетровській області.
3. ↑  Мовив на території Маріуполя Донецької області.
4. ↑  Мовив на території Харцизька Донецької області.